# Villaverde y Pasaconsol
Villaverde y Pasaconsol ist eine Gemeinde (Municipio) und ein Dorf mit 321 Einwohnern (Stand: 2024) in der Provinz Cuenca in der Autonomen Region Kastilien-La Mancha. 

## Lage
Villaverde y Pasaconsol liegt etwa 39 Kilometer südsüdwestlich von Cuenca in einer Höhe von ca. 865 m. Der Río Júcar wird hier von der Talsperre Alarcón aufgestaut. 

## Bevölkerungsentwicklung
| 1970 | 1981 | 1991 | 2001 | 2011 | 2021 |
| ---- | ---- | ---- | ---- | ---- | ---- |
| 675  | 499  | 435  | 414  | 372  | 339  |

## Sehenswürdigkeiten
- Marienkirche (Iglesia de Nuestra Señora de la Purificación)
- Isidorkapelle

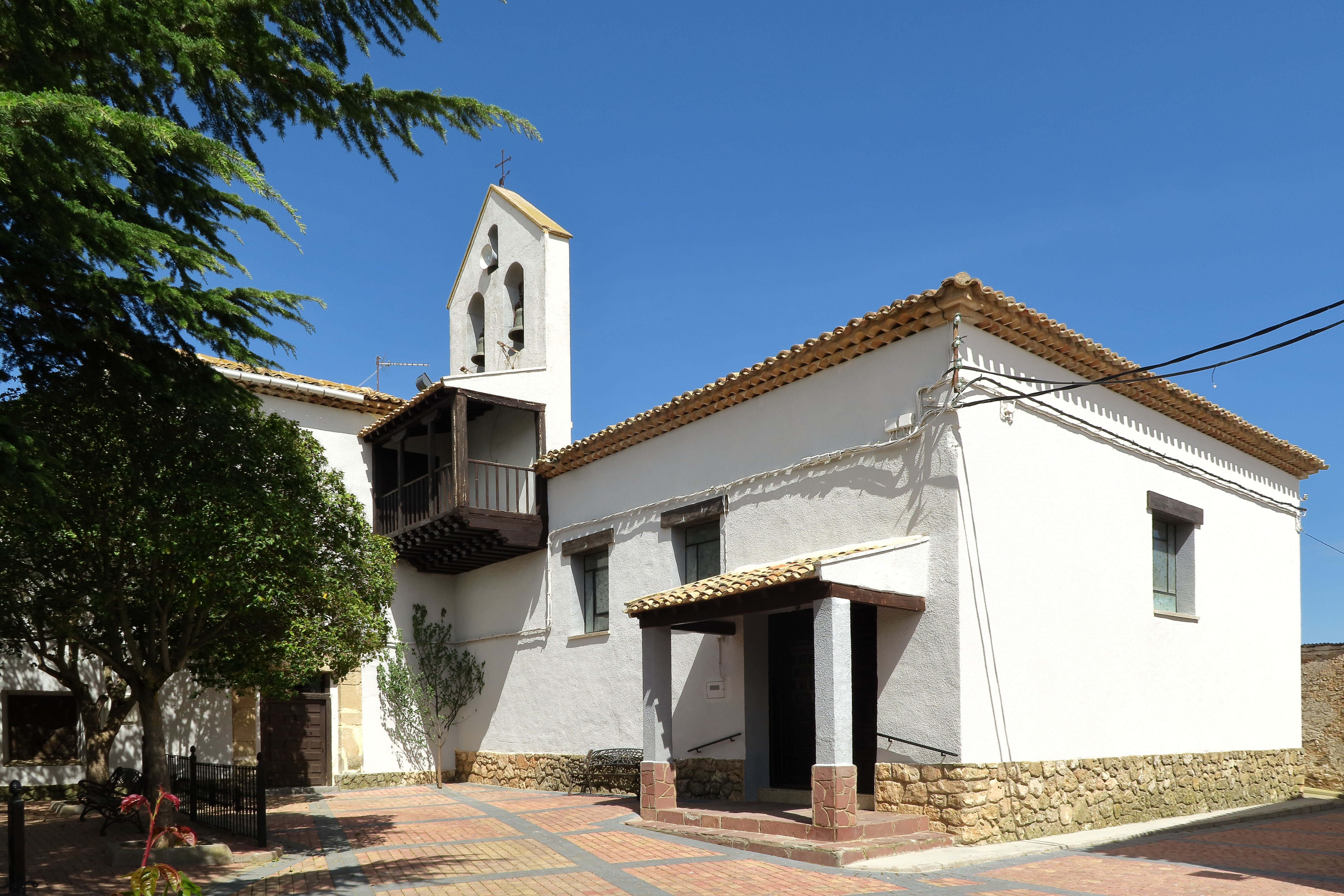
Marienkirche
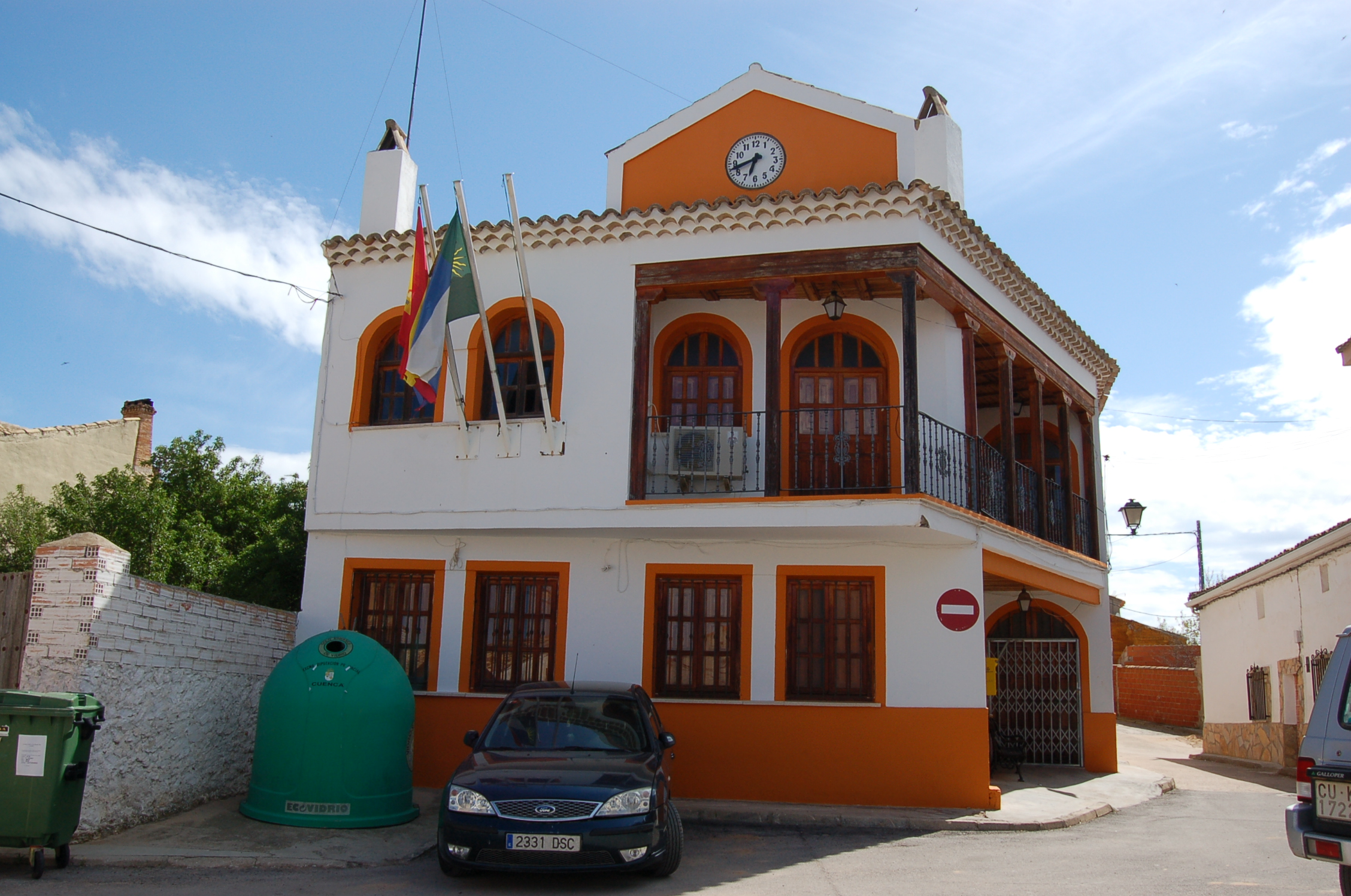
Rathaus